# Satanta
Satanta es una ciudad ubicada en el condado de Haskell en el estado estadounidense de Kansas. En el año 2010 tenía una población de 1133 habitantes y una densidad poblacional de 944,17 personas por km².

## Geografía
Satanta se encuentra ubicada en las coordenadas 37°26′12″N 100°59′15″O / 37.43667, -100.98750 (37.436602, -100.987509).

## Demografía
Según la Oficina del Censo en 2000 los ingresos medios por hogar en la localidad eran de $35,139 y los ingresos medios por familia eran $41,750. Los hombres tenían unos ingresos medios de $30,846 frente a los $19,875 para las mujeres. La renta per cápita para la localidad era de $15,392. Alrededor del 13.4% de la población estaban por debajo del umbral de pobreza.